# Leontina Mašínová
Leontina Mašínová (16. března 1882 Plzeň – 10. února 1975 Lázně Bělohrad) byla česká spisovatelka, autorka historických a historicko-biografických románů, sbírek pověstí a legend a dětské literatury.

## Život
Narodila se v Plzni jako dcera lékárníka Františka Mašína (1849–1890) a Veroniky roz. Svobodové (1854–1936). Měla dva bratry Eugena (1877–1895) a Bohuslava (1884–1885).
Dětství prožila v Plzni, Praze, Zbraslavicích a v Kutné Hoře, kam se rodina přestěhovala po smrti otce. Absolvovala kutnohorský učitelský ústav voršilek a až do předčasného odchodu do penze ze zdravotních důvodů v roce 1930 působila jako učitelka na měšťanských školách: nejprve v obcích Hrubý Jeseník, Loučeň a Pečky, od roku 1923 v Lázních Bělohrad. Krátce, ve školním roce 1920–1921, učila na Slovensku v Liptovském Mikuláši. V Lázní Bělohrad žila až do konce svého života, po penzionování se plně věnovala literární tvorbě. Na všech svých působištích se zapojovala i do místního kulturního a veřejného života. 
Počátky jejího mimoškolního působení jsou spojeny s loutkovým divadlem, pro něž napsala několik her. Od počátku 20. let pracovala ve Společnosti přátel literatury pro mládež a přispívala do časopisů pro děti nebo dětských příloh novin (Úhor, Lidové noviny, Právo lidu, Venkov). Později publikovala také v Časopise učitelském a Učitelských novinách nebo regionálním tisku. Významnou úlohu v jejím životě hrála víra: jako aktivní členka Českobratrské církve (13. srpna 1919 odešla od církve katolické) přispívala od 30. let do časopisů Český bratr, Jednota bratrská, Kostnické jiskry a Růžový palouček. Též redigovala Bratrský zpěvník (vyd. 1954). V Lázních Bělohrad spolupracovala s městským muzeem a kulturní a propagační komisí města, sbírala národopisné materiály. Město jí v roce 1945 udělilo čestné občanství, je zde i pohřbena na hřbitově na Byšičkách.

## Dílo
Dílo Leontiny Mašínové zahrnuje více než 50 knih. Začínala jako autorka pohádkových her pro loutkové divadlo, nejmenším dětem byly určeny i její první práce, knížky veršů (leporela). Tvorba pro děti představuje podstatnou část jejího díla, později jsou to též pohádky, historické povídky a sbírky převyprávěných pověstí a legend určené spíše pro starší děti. O životě v Praze koncem 19. století vypráví její vzpomínková kniha Uletělo jaro. Pro dospělé čtenáře napsala řadu historických nebo historicko-biografických románů, věnovaných zejména osobnostem české reformace a dějinám jednoty bratrské, na něž se připravovala důkladným studiem reálií, historických i archívních materiálů. Do moderního jazyka také převedla Komenského Informatorium školy mateřské (pod názvem Komenský maminkám). Sepsala i své paměti, které byly vydány pod názvem Za oponou let a na přelomu 70. a 80. let 20. století vycházely v časopise Český zápas. Dlouho pracovala na slovníku synonym, který však nenašel vydavatele a zůstal v rukopise.
Za své dílo dostala Mašínová několik ocenění: v roce 1936 za román Hořící sloup cenu Václava Beneše Třebízského, v roce 1940 Rambouskovu cenu za knihu Tiší v zemi, v roce 1969 státní vyznamenání Za vynikající práci. Za knihu Moravané jí (a spoluautorovi Radimovi Kalfusovi) v roce 1967 udělila Moravian College v Bethlehemu v Pensylvánii čestný doktorát.

### Historické a historicko-biografické romány
- Milíč z Kroměříže (1926)
- Hořící sloup (1936) – o Václavu Budovcovi z Budova
- S poutnickou holí (1936) – z dějin jednoty bratrské
- Tiší v zemi (1940) – z dějin jednoty bratrské
- Trilogie Nesmrtelný poutník – o Janu Amosu Komenském: Mladá léta Jana Amose (1957), Do labyrintu světa (1958), Planoucí pochodeň (1961)
- Moravané (1967) – z dějin jednoty bratrské, společně s Radimem Kalfusem

### Sbírky pověstí a legend
- Z tajemné studánky (1937) – ze severovýchodních Čech
- Staré pověsti a legendy (1941) – výběr vydáván později pod názvem Ze starých pověstí a legend
- Staré skazky (1962)
- Z dávných dob (1969)
- Ze slovanských legend a pověstí (1975)
- Tajemný věků hlas (1976)

### Jiné práce
- Dějiny vzdělanosti (1925–1926)
- Za oponou let (1982) – memoáry
- Leporela, pohádkové a povídkové knížky pro děti, hry pro loutkové divadlo

Knihy L. Mašínové ilustrovali významní čeští výtvarníci, např. Cyril Bouda, Karel Svolinský, Otakar Štáfl, Marie Fischerová-Kvěchová, Vladimír Komárek aj. Některé její verše pro děti byly i zhudebněny (např. Jaroslavem Křičkou).